# Surtsey
Surtsey (que en islandés significa «Isla de Surt») es una isla volcánica situada a aproximadamente 32 kilómetros de la costa meridional de Islandia, cerca del archipiélago de Vestmannaeyjar. Constituye el punto más austral del país y se formó a partir de una erupción volcánica que se inició a 130 m por debajo del nivel del mar y emergió a la superficie el 14 de noviembre de 1963. La erupción duró hasta el 5 de junio de 1967, momento en el que la isla alcanzó su tamaño máximo de 2,7 km² (270 ha). Desde entonces la acción erosiva del viento, el agua y el hielo han reducido constantemente su tamaño hasta las 141 ha, medidas en 2008.
La nueva isla recibió el nombre de Surt, un jötunn de fuego de la mitología nórdica. Durante su erupción fue intensamente estudiada por los vulcanólogos y una vez que terminó, se convirtió en objeto de investigación de biólogos, debido a que aporta una valiosa información sobre la colonización de una tierra estéril. Forma parte del sistema volcánico submarino de Vestmannaeyjar que a su vez es parte de la dorsal mesoatlántica. Este sistema volcánico es el que produjo la famosa erupción de Eldfell en la isla de Heimaey en 1973. Junto a esta isla se formaron otras más pequeñas como Jólnir, aunque la mayoría no tienen nombre porque se erosionaron rápidamente. Surtsey fue declarada Patrimonio de la Humanidad por la Unesco en 2007.

## Etimología
Surtsey, que significa «Isla de Surt», toma su nombre de Surt, jötunn escandinavo del fuego. Surt es el nombre en islandés antiguo de Surtur.

Surtur fer sunnan 
 með sviga lævi, 
 skín af sverði 
 sól valtíva, 
 grjótbjörg gnata, 
 en gífur rata, 
 troða halir helveg, 
 en himinn klofnar.
Surt llega del sur 
 abrasa las ramas, 
 fulgura la espada 
 del dios de los muertos: 
 las montañas chocan, 
 los monstruos se derrocan, 
 pisan las vías de Hel 
 y el cielo se raja.
Völuspá: La Profecía de la Vidente. Estrofa 52

## Geografía

### Situación
Surtsey es una isla europea bajo soberanía de Islandia. Está situada a treinta y dos kilómetros al sur de la costa meridional de la isla principal de este país, en el Atlántico Norte. En concreto, la isla se sitúa en el extremo sur del archipiélago y municipio de Vestmannaeyjar, al que pertenece. Este archipiélago se compone de dieciocho islas y numerosos arrecifes. La mayor de estas islas es Heimaey, que se encuentra a dieciocho kilómetros al noreste de Surtsey, tiene una superficie de 13,6 km², una población de 4200 habitantes y es la única isla habitada del archipiélago.
Surtsey, desde su formación, es el punto más meridional de Islandia. Su acceso es difícil, tanto por la falta de infraestructuras de transporte, como por el elevado nivel de protección de la isla y su entorno, que permite sólo las visitas de los científicos autorizados por el Museo de Historia Natural de Reikiavik. Sin embargo, sí está permitida la observación a distancia de la isla sin restricciones.

### Orografía

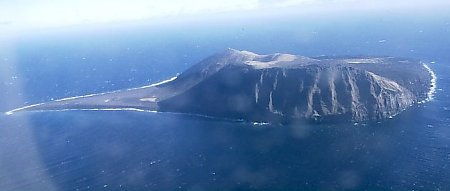
Vista aérea de la isla, en 1999.

Mapa topográfico de la isla y los montes submarinos.

La isla está formada por un volcán de un volumen de 1,1 km³, incluida su parte submarina, que tiene en su base un diámetro máximo de 2,9 km y una superficie de 13,2 km². Actualmente, presenta una altura de 285 m, de los cuales 130 m permanecen bajo el mar, por lo que la altura de la isla es de 155 m s. n. m. Estas medidas están monitorizadas desde el año 2000 por Administración Marítima de Islandia, ya que, a consecuencia de la erosión, han ido cambiando desde la formación de la isla.
Actualmente la isla tiene una forma de pera, con una longitud este-oeste de 1,33 km y norte-sur de 1,80 km. Presenta un relieve accidentado, en el que destaca una meseta inclinada hacia el sureste que se encuentra a 40 m de altitud, rodeada por una costa de acantilados de 20 m de altura media que llegan a los 80 m en la costa suroeste, donde la erosión es mayor. Al norte de la meseta se abren dos cráteres en forma de media luna: el Surguntur y el Surtur; el primero de ellos se ubica al oeste y tiene un diámetro de 430 m, mientras que el segundo se alza al este con un diámetro de 135 m. En dichos volcanes destacan los picos Vesturbunki, al oeste con 141 m s. n. m., y Austurbunki, al este con 155 m s. n. m., el punto más elevado de la isla. Al norte de ambos cráteres había un acantilado que se ha erosionado y cuyos sedimentos han formado una flecha litoral de 150 m². La costa norte no supera los 3 m s. n. m. y está formada por bloques basálticos redondeados de hasta 5 m de diámetro.
Topografía submarina
La profundidad del mar alrededor de Surtsey es variable y se encuentra afectada por la presencia de algunas pequeñas islas volcánicas que actualmente se encuentran bajo el agua. El resto más antiguo de origen volcánico es el Surtla, situado a unos 2,5 km al noreste de Surtsey. Formado durante la erupción de 1963, se encuentra aproximadamente a 60 m de profundidad y tiene unas dimensiones de 600 por 900 m. Durante la erupción de 1965 se formó otra isla, ya erosionada, que actualmente conforma la plataforma submarina Syrtlingur y se encuentra a unos 50 m al noreste de Surtsey, a una profundidad de entre 70 y 80 m y presenta un diámetro aproximado de 1 km. A 1 km al suroeste de Surtsey, y a una profundidad de entre 60 y 70 m, se encuentra la plataforma submarina de la antigua isla de Jólnir, que tiene 1,7 km de diámetro. Todas estas estructuras se formaron a lo largo de la misma fisura volcánica de 5,8 km y con una orientación suroeste-noreste.

### Clima
Esta isla presenta unas condiciones climáticas similares a las de Heimaey y el resto de islas del Vestmannaeyjar. Es un clima oceánico influenciado por el paso de la corriente del Atlántico Norte —en especial por la corriente de Irminger— y su masa de aire asociada, a lo largo de las costas del sur y el oeste de Islandia, que templa el clima polar característico del resto del país que es provocado por la corriente de Groenlandia Oriental y su masa asociada de aire. La combinación de estas masas de agua y de aire húmedo a diferentes temperaturas originan frecuentes nieblas y una elevada humedad ambiental, especialmente en verano, cuando el mar está más frío que el aire.
Las temperaturas medias mensuales rara vez descienden de 0 °C y no se producen heladas entre los meses de mayo y octubre. En julio se alcanza una temperatura media de 10 °C. Es poco frecuente que la temperatura sobrepase los 20 °C y descienda bajo los -15 °C. Los vientos predominantes de sur y suroeste generan una gran cantidad de precipitaciones, hasta 1200 mm por año. Dos tercios de las precipitaciones se presentan como lluvia en otoño, el 30 % en forma de aguanieve y el 4 % en forma de nieve. Las precipitaciones son más abundantes en invierno, sobre todo en forma de tormentas, que en verano. Los vientos producen un fuerte oleaje en la costa suroeste de la isla, donde se producen olas de hasta 16 metros de altura durante las tormentas de invierno.
| Parámetros climáticos promedio de Vestmannaeyjar (124 m s. n. m.) | Parámetros climáticos promedio de Vestmannaeyjar (124 m s. n. m.) | Parámetros climáticos promedio de Vestmannaeyjar (124 m s. n. m.) | Parámetros climáticos promedio de Vestmannaeyjar (124 m s. n. m.) | Parámetros climáticos promedio de Vestmannaeyjar (124 m s. n. m.) | Parámetros climáticos promedio de Vestmannaeyjar (124 m s. n. m.) | Parámetros climáticos promedio de Vestmannaeyjar (124 m s. n. m.) | Parámetros climáticos promedio de Vestmannaeyjar (124 m s. n. m.) | Parámetros climáticos promedio de Vestmannaeyjar (124 m s. n. m.) | Parámetros climáticos promedio de Vestmannaeyjar (124 m s. n. m.) | Parámetros climáticos promedio de Vestmannaeyjar (124 m s. n. m.) | Parámetros climáticos promedio de Vestmannaeyjar (124 m s. n. m.) | Parámetros climáticos promedio de Vestmannaeyjar (124 m s. n. m.) | Parámetros climáticos promedio de Vestmannaeyjar (124 m s. n. m.) |
| Mes                                                               | Ene.                                                              | Feb.                                                              | Mar.                                                              | Abr.                                                              | May.                                                              | Jun.                                                              | Jul.                                                              | Ago.                                                              | Sep.                                                              | Oct.                                                              | Nov.                                                              | Dic.                                                              | Anual                                                             |
| ----------------------------------------------------------------- | ----------------------------------------------------------------- | ----------------------------------------------------------------- | ----------------------------------------------------------------- | ----------------------------------------------------------------- | ----------------------------------------------------------------- | ----------------------------------------------------------------- | ----------------------------------------------------------------- | ----------------------------------------------------------------- | ----------------------------------------------------------------- | ----------------------------------------------------------------- | ----------------------------------------------------------------- | ----------------------------------------------------------------- | ----------------------------------------------------------------- |
| Temp. media (°C)                                                  | 1                                                                 | 2                                                                 | 2                                                                 | 3                                                                 | 6                                                                 | 8                                                                 | 10                                                                | 10                                                                | 7                                                                 | 5                                                                 | 2                                                                 | 1                                                                 | 4.8                                                               |
| Precipitación total (mm)                                          | 158                                                               | 139                                                               | 141                                                               | 117                                                               | 105                                                               | 102                                                               | 95                                                                | 140                                                               | 131                                                               | 162                                                               | 154                                                               | 144                                                               | 1588                                                              |
| Días de precipitaciones (≥ 1 mm)                                  | 23                                                                | 22                                                                | 22                                                                | 20                                                                | 17                                                                | 17                                                                | 16                                                                | 19                                                                | 20                                                                | 24                                                                | 21                                                                | 23                                                                | 244                                                               |
| Humedad relativa (%)                                              | 79                                                                | 80                                                                | 79                                                                | 80                                                                | 82                                                                | 87                                                                | 88                                                                | 87                                                                | 84                                                                | 83                                                                | 80                                                                | 79                                                                | 82.3                                                              |
| [cita requerida]                                                  |                                                                   |                                                                   |                                                                   |                                                                   |                                                                   |                                                                   |                                                                   |                                                                   |                                                                   |                                                                   |                                                                   |                                                                   |                                                                   |

### Hidrología
Debido a la porosidad de las rocas de Surtsey, la isla no tiene sistema hidrográfico. Sin embargo, después de fuertes lluvias se pueden generar importantes escorrentías temporales en las laderas de los cráteres, lo que permite el transporte de los depósitos de tefra que se depositan en la base de la ladera como pequeños conos de deyección. En la ladera norte las corrientes pueden alcanzar hasta dos metros de ancho.

## Historia

### Formación
Precursores de la erupción de 1963

Esquema de la erupción:
1: Nube de vapor de agua
2: Columna eruptiva
3: Cráter
4: Océano
5: Capas de lava y ceniza
6: Corteza oceánica
7: Chimenea volcánica
8: Cámara magmática
9: Dique

A las 07:15 UTC del 15 de noviembre de 1963 el barco pesquero Ísleifur II observó una columna ascendente de humo negro al sur de Vestmannaeyjar, por lo que su capitán dirigió el barco a la zona para socorrer a un posible buque en llamas. Sin embargo, encontraron una erupción submarina que emitía gran cantidad de ceniza volcánica.
A pesar de que la erupción fue inesperada, con anterioridad se habían detectado indicios de actividad volcánica. Entre el 6 y el 8 de noviembre se detectaron temblores débiles en Kirkjubæjarklaustur, con epicentro a 140 km (aproximadamente la misma distancia a Surtsey), mientras que el 12 de noviembre un sismógrafo en Reikiavik registró temblores débiles durante diez horas sin llegar a determinar su ubicación. Dos días antes de la erupción, una embarcación de investigación marina detectó que la temperatura del mar en la zona era más cálida de lo normal, al mismo tiempo que los habitantes de Vík í Mýrdal, a 80 km, notaron olor a sulfuro de hidrógeno.
Probablemente la erupción se inició unos días antes del 14 de noviembre, puesto que el fondo marino se encuentra a 130 m por debajo del nivel del mar y a esa profundidad las erupciones explosivas pueden ser apagadas por la presión del agua. No es hasta que la construcción del edificio volcánico se acerca a la superficie cuando esta muestra su actividad.
Fase eruptiva submarina

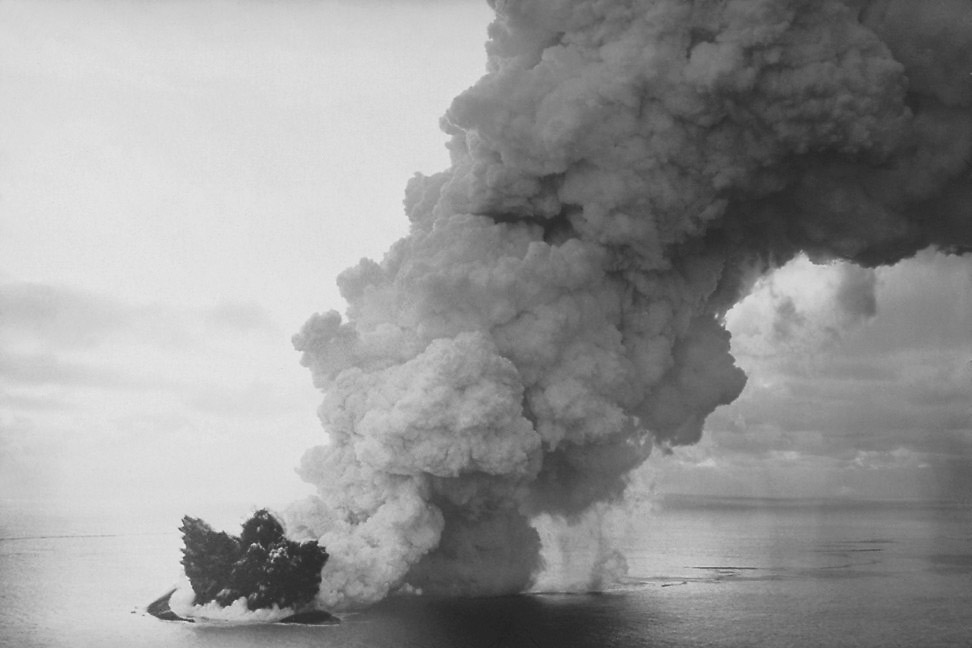
Surtsey durante la erupción.

Al principio las erupciones se produjeron por tres chimeneas separadas a lo largo de un eje norte-este por la fisura suroeste, pero posteriormente se fusionaron en una sola a lo largo de la fisura eruptiva. El 15 de noviembre de 1963, un día después del descubrimiento de la erupción, una estructura volcánica compuesta principalmente por escoria emergía sobre el nivel del mar, alcanzando en pocos días una altura de 45 m y con una longitud de más de 500 m.
La nueva isla recibió su nombre en honor de Surtur, jötunn del fuego de la mitología nórdica. A medida que las erupciones continuaban, se concentraron en una sola chimenea en la fisura, y se comenzó a construir una isla de forma más circular. El 24 de noviembre la isla medía unos 900 por 650 m. Las violentas explosiones causadas por el contacto entre la lava (entre 1155 °C y 1180 °C) y el agua de mar (10 °C) provocaron que la isla se construyera sobre la base de roca volcánica suelta que se erosionó con rapidez con las tormentas invernales. Sin embargo, las erupciones mantuvieron un ritmo mayor que la erosión y el 1 de febrero se formó un nuevo cráter, llamado Surtungur, en el flanco occidental de la isla. Este se fusionó posteriormente con el cráter principal alcanzando la isla los 173 m s. n. m. y un diámetro máximo de más de 1300 m.
El 6 de diciembre de 1963 tres periodistas franceses de la revista Paris Match desembarcaron en la isla durante 15 minutos, hasta que las explosiones les hicieron abandonarla. Estos, en tono de broma, afirmaron que gracias a ellos la soberanía de la isla era francesa, pero Islandia rápidamente afirmó que la nueva isla le pertenecía por encontrarse en sus aguas territoriales.
Fase eruptiva aérea

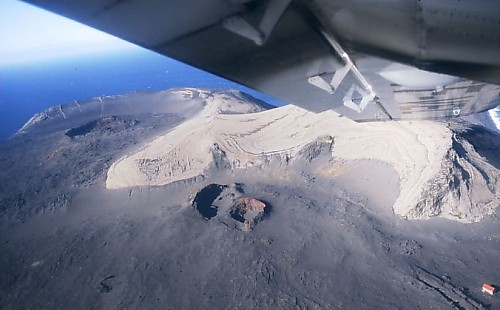
Vista aérea de la parte central de Surtsey mostrando los cráteres «Surtungur» (izquierda) y «Surtur» (derecha). Se observan tobas de palagonita (color claro) enterradas bajo colada de lavas de basalto (color oscuro).

A principios de 1964 la isla ganó altura suficiente para que el agua del mar no pudiese actuar generando explosiones hidromagmáticas que fragmentaran la lava, aunque los bloques de roca fundida continuaron proyectándose hasta 1 km de la isla y la nube de ceniza volcánica alcanzó los 10 km de altura.
El 4 de abril de 1964 se produjo una disminución de la actividad explosiva que dejó activo únicamente el cráter «Surtungur», convirtiéndose en una erupción de tipo hawaiano. Este cráter formó un lago de lava de 120 m de diámetro que generó una capa de rocas muy resistentes que protegieron a la isla de la erosión. Esta actividad se prolongó durante más de un año hasta el 17 de mayo de 1965, formándose una meseta en la mitad sur de la isla. El 16 de diciembre de 1964 la erupción cesó durante 17 horas, lo que permitió a los científicos recoger y analizar muestras de lava y tefra que ayudaron a identificar la lava roca como fenocristales de olivino.
Fin de la fase eruptiva
La actividad continuó durante más de un año, aunque se desplazó entre dos puntos que dieron lugar a las islas Syrtlingur y Jólnir. El 19 de agosto de 1966, nueve días después del final de la erupción en Jólnir, se abrió una grieta de 220 m de longitud en la zona sur de Surtsey por la que emergió lava. Estas pequeñas erupciones se repitieron entre el 12 y el 17 de diciembre y entre el 1 y el 8 de enero de 1967, ahora en la zona norte.
Estas emisiones de lava se prolongaron hasta el 5 de junio de 1967, cuando cesaron completamente las erupciones. En total, se emitieron 1,1 km³ de rocas ígneas formadas por un 70 % de tefra y un 30 % de lava, de los cuales sólo un 9 % emergió del océano. La isla presentaba una superficie máxima de 2,65 km² y una altura de 175 m s. n. m. Resultó ser la erupción histórica de mayor duración acaecida en Islandia.

### Presente

Mapa que muestra la evolución del contorno costero de Surtsey entre 1967 y 2002.

Desde la formación de la isla se realizan mediciones en relación con su cambio de forma. Estas mediciones han revelado que en los 20 años siguientes al final de la erupción, la isla perdió 1 m de altura, a una tasa de 20 cm/año que se redujo a 1-2 cm/año en la década de 1990. Esta disminución en altura se atribuye al asentamiento de las rocas sueltas de tefra, a la compactación de los sedimentos marinos y a la deformación de la litosfera por el peso del volcán.
El patrón de actividad volcánica en el sistema Vestmannaeyjar es de una sola erupción por lugar, por lo que es poco probable que existan futuras erupciones que amplíen la isla. La fuerza erosiva del mar ha hecho que desde el término de la erupción se haya perdido casi la mitad de su superficie original. Actualmente la isla pierde una hectárea de superficie cada año.

### Futuro

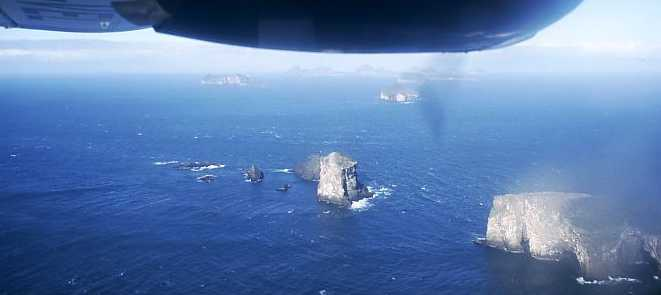
Vista de otras islas del archipiélago que muestran los efectos de siglos de erosión.

Es poco probable que la isla desaparezca por completo en un futuro próximo, dado que el área erosionada se componía principalmente de tefra fácilmente erosionable, y ahora queda una superficie compuesta por flujos de lava dura más resistente a la erosión. Además, el proceso de reacción química de la tefra suelta, conocido como palagonitización, acaecido a las altas temperaturas que hay bajo la superficie, ha endurecido aún más el material.
Se estima que si la tasa de erosión actual permaneciese constante la isla se encontrará bajo el nivel del mar en el año 2100. Sin embargo, se prevé que esta tasa irá en disminución, y en la hipótesis de que esta disminución fuese exponencial, la isla sobreviviría por muchos siglos. Las pequeñas islas del archipiélago dan una idea de lo que puede suceder, ya que se formaron hace miles de años y se han erosionado considerablemente.

## Geología

### Sistema volcánico de Vestmannaeyjar

Mapa de los sistemas volcánicos de Islandia, Al sur el de Vestmannaeyjar.

Surtsey es uno de los muchos volcanes de Islandia, pero uno de los pocos lugares del mundo donde emerge del mar una dorsal mediooceánica, la mesoatlántica. La isla forma parte del sistema volcánico de Vestmannaeyjar, al sur del arco volcánico islandés, y de la formación Norðurklettar. Este sistema ha tenido una actividad relativamente baja durante el Holoceno y es un sistema geológicamente reciente dado que su actividad comenzó hace 100 000 años. Se alimenta de un magma que produce basalto alcalino rico en olivino que a su vez forma tobas de palagonita. Se caracteriza por la ausencia de actividad hidrotermal.
El sistema se consideró extinto hasta las erupciones de Surtsey, entre 1963 y 1967, y del Eldfell en Heimaey en 1973. Está compuesto de 80 volcanes, de los cuales 17 han emergido sobre la superficie del océano. Todos se formaron de la misma manera, a partir de una erupción submarina que emerge a la superficie del océano. La actividad volcánica más importante de Vestmannaeyjar se encuentra en la isla de Heimaey, donde en los últimos 5000-6000 años se han formado los volcanes Stórhöfði y Sæfell-Helgafell. Para la población del archipiélago es un área de alto riesgo volcánico, debido a que el sistema magmático es muy complejo y desconocido, por lo que puede sorprender a la población, y debido también a que el aislamiento de las islas dificulta las evacuaciones en caso de erupción.

### Modelo eruptivo
Surtsey es un modelo en términos de actividad volcánica y ha permitido comprender la formación del archipiélago de Vestmannaeyjar; además, es una de las tuyas mejor conservadas del mundo. Por todo ello, es uno de los volcanes más estudiados de Islandia. Hay un tipo de erupción volcánica que lleva su nombre, surtseyana o freato-magmático, que define a los volcanes que erupcionan bajo el agua.
Como el volcán se formó en una sola erupción se le clasifica como volcán monogénico. En la primera fase o submarina, la presión del agua no permite la expulsión de lava, formándose la tuya submarina. Ésta crece por la presión del magma hasta que el monte sobrepasa el nivel de presión marina y entra en erupción, es la segunda fase o hidromagmática. El contacto entre la lava y el agua genera explosiones y la vaporización del agua, formándose elevadas columnas de vapor de agua, ceniza y gases. Una vez que el cráter queda por encima del nivel del mar comienza la tercera fase o aérea, en la que el edificio volcánico continúa creciendo en forma de una erupción normal que en el caso de Surtsey fue de tipo hawaiana.

### Petrología

Mapa geológico de Surtsey.

La isla tiene 400 millones de metros cúbicos emergidos, y una superficie de 0,72 km². Es una montaña de cima plana o tuya formada principalmente por dos tipos de rocas: tefra y lava. La lava forma el interior de la isla, ocupando en superficie 0,34 km² en los dos cráteres. El 85 % de la tefra ha sufrido una palagonitización que la transformó en toba y abarca 0,24 km². El resto de la superficie está formada por capas delgadas superpuestas de tefra con una porosidad muy alta, por lo que representa entre el 45 y el 50 % del volumen de la isla. La lava presenta las mismas características que en el resto del archipiélago y la península de Snæfellsnes. Es un basalto alcalino de fenocristales de olivino, plagioclasa y espinela. La lava emitida por el volcán fue predominantemente pahoehoe y Aa. La lava pahoehoe formó tubos de lava de hasta 181 m de longitud y 20 de profundidad que presentan estalactitas y estalagmitas de lava de hasta 20 cm de longitud.
Existen otras rocas originadas por la transformación de los materiales originales. Loess depositados por el viento que cubren un área de 200 m², depósitos de sedimentos erosionados de los materiales del volcán en la zona norte de la isla, depósitos de minerales y cristales procedentes de la transformación química de los materiales y depósitos de rocas procedentes del fondo marino que se mezclaron con el material de la erupción. Así, mezcladas con las rocas que forman la estructura de la isla están presentes fósiles, granito, gneis, dolomita, pizarra y cuarcita. Los fósiles provienen del fondo del mar, mientras que el resto de rocas fueron transportadas por icebergs procedentes de Islandia y principalmente del glaciar Daugaard-Jensen de Groenlandia. La actividad hidrotermal de Surtsey se limita en la costa oeste de la isla, al pie del cráter Surtungur. El agua del mar se infiltra en las rocas profundas que se encuentran a cientos de grados y el agua brota a unos 80 °C.

## Biología

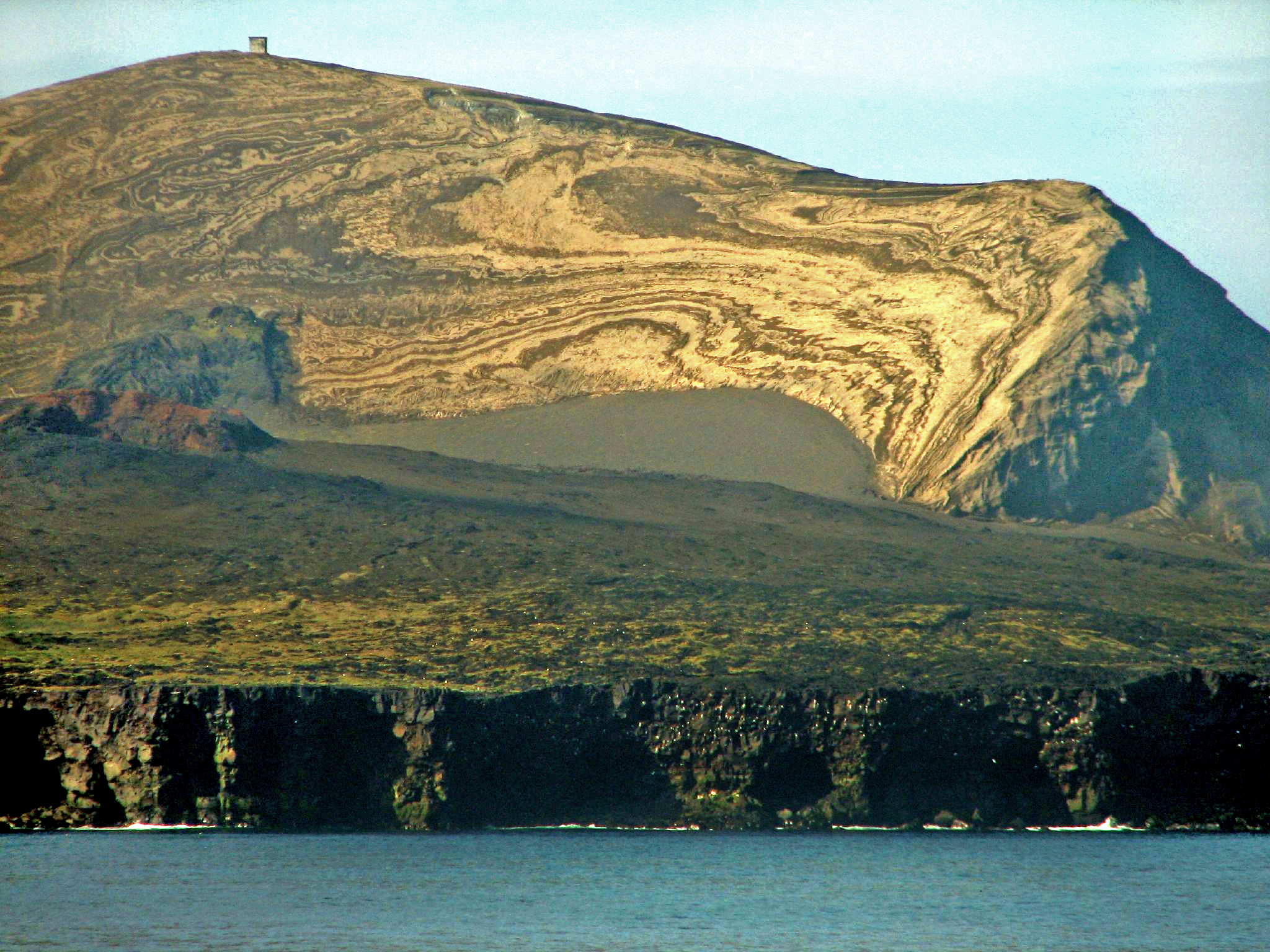
Paisaje de Surtsey.

En 1964 se iniciaron los primeros estudios científicos en la isla, convirtiéndose en un auténtico laboratorio natural donde se pudo analizar el proceso de colonización de una nueva tierra por hongos, plantas y animales. Los investigadores observaron la llegada de semillas transportadas por las corrientes marinas y la aparición de mohos, bacterias y hongos, seguidas en 1965 por la primera planta vascular. Había 10 especies en la isla al finalizar la década. En 2004 el número se había elevado a 160 (75 briófitas, 71 líquenes y 24 hongos). Se han registrado asimismo 89 especies de aves y 335 especies de invertebrados.

### Hongos
Los hongos comenzaron a colonizar Surtsey inmediatamente después de la erupción, ya que en abril de 1965 se encontraron ejemplares de cinco especies de hongos marinos distintas que probablemente llegaron a través de desechos marinos. En 1968 se encontraron tres nuevas especies mezcladas con algas en las cercanías de las fumarolas que existían cerca de los cráteres Surtur y Surtungur. En las siguientes décadas se descubrieron especies de Agaricus, Peziza y Entoloma. En la actualidad se han encontrado 24 especies de hongos, estando el estudio de este reino incompleto.

### Flora
Líquenes y musgos

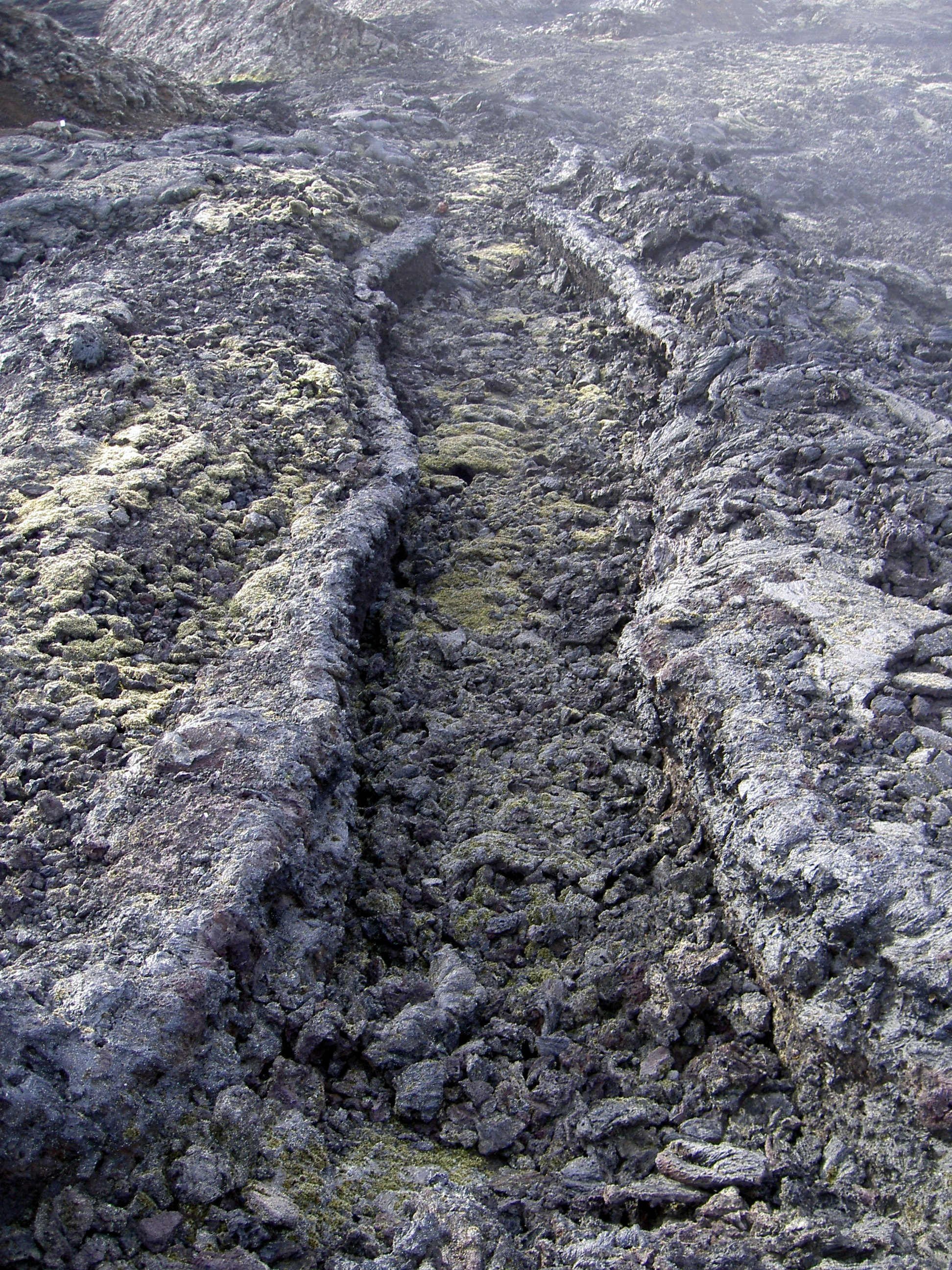
Líquenes y musgos en una colada de lava del volcán Krafla, Islandia.

Los primeros líquenes en colonizar la isla fueron ejemplares de Trapelia coarctata que se establecieron en torno a las fumarolas en el borde exterior del cráter Surtungur alrededor de 1969. En 1973 se registraron doce especies y en 1990 llegaban a 38. Desde entonces se produjo un incremento de las colonias de gaviotas que conllevó un marcado incremento en la diversidad de líquenes, alcanzándose las 58 especies en 1998. Las nuevas especies, presentes en el resto de Islandia, fueron transportadas en forma de propágulos en el plumaje o las patas de las aves. Algunas especies de los géneros Cladonia y Peltigera sólo se han desarrollado en el suelo alrededor de las colonias gracias a los materiales que utilizan las aves para los nidos. Actualmente la isla cuenta con 71 especies de líquenes, la mayoría presentes en el resto de Islandia, aunque las especies más comunes en los flujos de lava del país, Rhizocarpon geographicum y Tremolecia atrata, están ausentes en la isla. Los flujos de lava de Surtsey están cubiertos de Stereocaulon capitellatum, en las cavidades y grietas se encuentra Psilolechia leprosa y en los picos de lava Acarospora smaragdula.
Los musgos fueron de las primeras plantas que colonizaron el suelo de Surtsey con Funaria hygrometrica y Bryum argenteum que se encontraban en la isla en 1967. La colonización fue muy rápida, ya que el número de especies de musgos era de 69 en 1973 frente a las 75 presentes en 2003. Estos musgos, que se encuentran en otras partes de Islandia, especialmente en flujos de lava, están dispersos por toda la isla. Destacan Schistidium maritimum, Bryum dichotomum, Bryum argenteum, Ceratodon purpureus y Niphotrichum ericoides. Racomitrium lanuginosum abunda en el cráter Surtungur.
Plantas vasculares

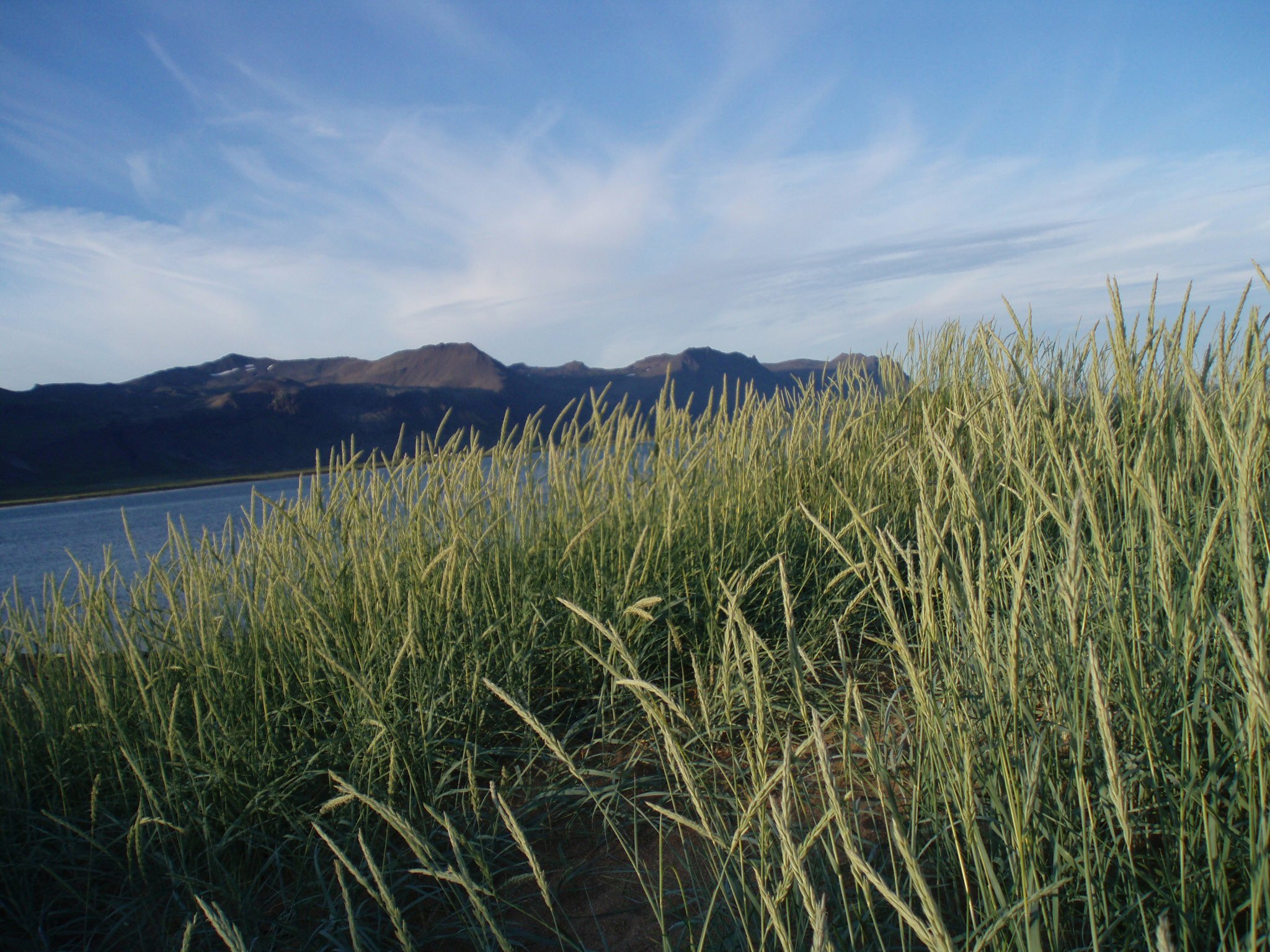
Ejemplares de Leymus arenarius en Islandia.

En 2005 había registradas 51 especies de Tracheobionta, de las que 27 eran angiospermas, 12 gramíneas, 5 ciperáceas, 4 arbustos y 3 helechos. De las 51 especies, 30 se instalaron permanentemente, como Honckenya peploides, Sagina procumbens, Cerastium alpinum, Poa annua o Leymus arenarius. Hay nueve especies de angiospermas que llegaron a la isla, pero en 2005 ya no existían, por lo que fracasaron al implantarse.
La mayoría de las plantas vasculares están presentes en el resto del archipiélago y en la isla principal de Islandia, por lo que estas son su origen en Surtsey. Según la relación entre el número de especies y el tamaño de la isla, en Surtsey aún tienen cabida 20 o 30 especies más, según la comparación con otras islas del archipiélago. Este modelo predice un aumento en el número de especies vasculares para las próximas décadas y una disminución de la erosión de la isla.
Flora marina
En las costas y fondos rocosos de la isla hay contabilizadas unas 80 especies de macroalgas, lo cual es una diversidad menor que en el resto del archipiélago. Debido a la fuerte erosión costera no existen fucales ni incrustaciones de rodófitas, existen únicamente algas con un ciclo anual que les permita adaptarse a los cambios producidos por la erosión.
La zona intermareal se encuentra cubierta de algas en más del 60 %. Las rocas existentes en la arena se cubren en verano de algas de crecimiento rápido. La franja mediolitoral está dominada en un 80 % por diatomeas del género Schizonema, que viven en colonias en los tubos de mucílago, y por algas verdes filamentosas de la especie Ulothrix flacca. Se observa claramente una franja verde, dominada por Ulothrix flacca acompañada de Enteromorpha intestinalis y Urospora penicilliformis, y bajo esta una zona marrón dominada por algas pardas, como Petalonia fascia, Petalonia zosterifolia, Scytosiphon lomentaria y Ectocarpus siliculosus, y algas rojas, como Porphyra umbilicalis. En el límite bajo aparecen laminariales como Alaria esculenta.
En la zona menos profunda de la franja infralitoral, se encuentran especies oportunistas de rápido crecimiento como las algas pardas, Alaria esculenta, Chorda filum y Desmarestia aculeata, y las algas rojas, Porphyra miniata y Polysiphonia stricta. A una profundidad de entre 15 y 30 m se desarrollan bosques de Laminaria hyperborea que acoge algas rojas como Delesseria sanguinea, Lomentaria orcadensis y Phycodrys rubens. A una mayor profundidad el fondo es principalmente arenoso, en las zonas rocosas solo se encuentran animales sésiles.

### Fauna
Invertebrados
En la isla había, hasta 2004, 324 especies de artrópodos, 2 de moluscos, 2 de anélidos, 6 de rotíferos y 2 de nematodos. De las 324 especies de artrópodos registradas, 136 son de dípteros, 62 de ácaros, 28 de himenópteros, 24 de colémbolos, 22 de coleópteros y 21 de lepidópteros. También se encuentran presentes otros artrópodos como proturos, hemípteros, tisanópteros, ftirápteros, neurópteros, tricópteros, sifonápteros y arañas. Entre los invertebrados no artrópodos se han identificado oligoquetos, caracoles y babosas.
La mayoría de los invertebrados llegaron a la isla transportados por las aves, por lo que principalmente se concentran en la colonia de estas en la meseta basáltica del sur de la isla. Algunas especies incluso dependen de las aves para sobrevivir. Ninguna especie es endémica de Surtsey, pero se encuentra presente la especie Ceutorrhynchus insularis que solo se ha encontrado en esta isla y en otra de San Kilda.
Aves

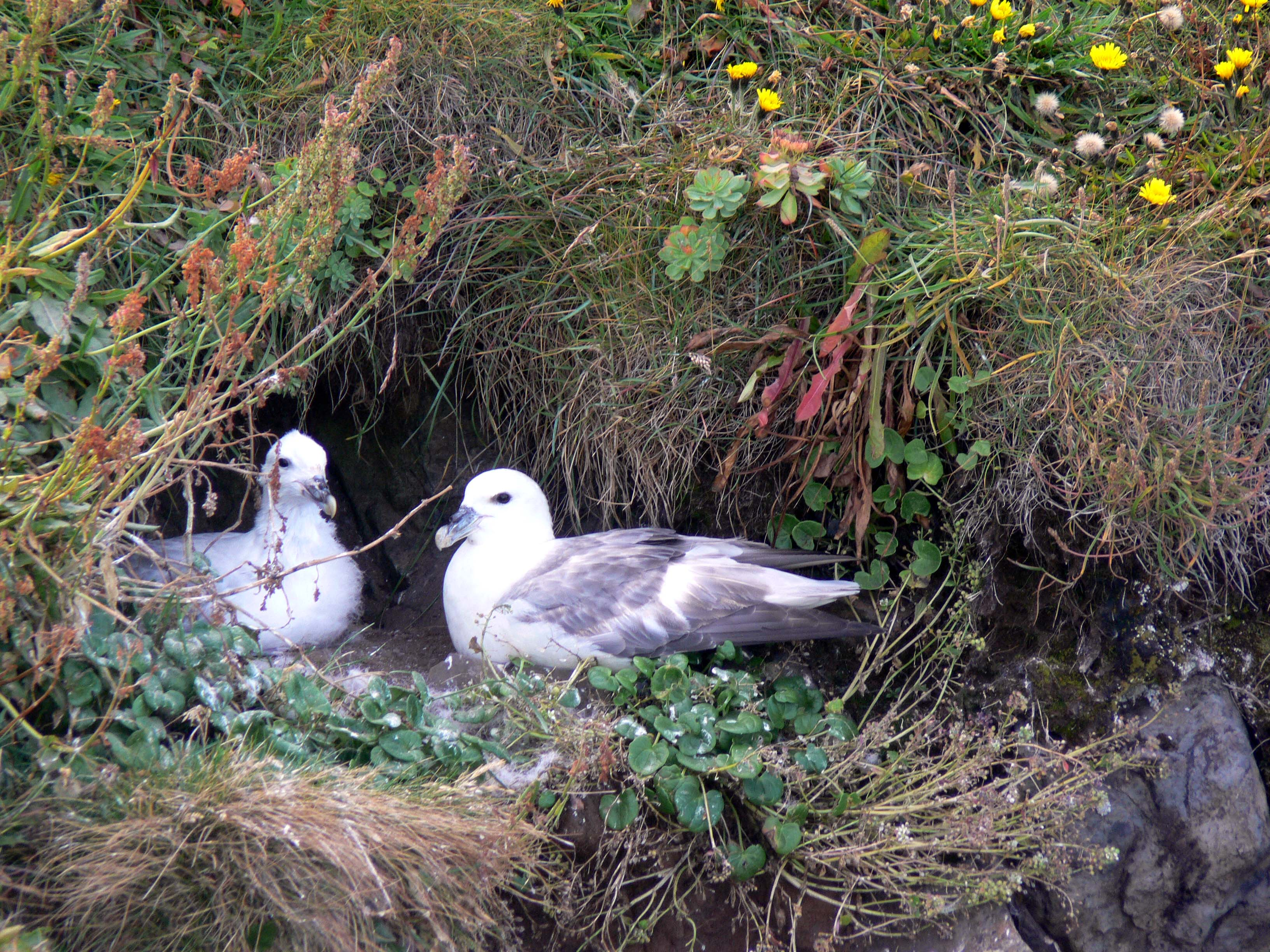
Nido de fulmar boreal en un acantilado islandés.

Las aves fueron los primeros seres vivos en llegar a la isla, el 1 de diciembre de 1963, dos semanas después de la erupción, cuando se avistaron algunos ejemplares de gaviotas. En primavera y otoño se observaron aves migratorias que pasaron por la isla y en 1970 se observaron los primeros nidos. Entre 1990 y 2003 se realizó un recuento de nidos y especies, contabilizándose 84 especies, de las cuales 57 se encuentran en otros lugares de Islandia, 12 migran regularmente a la isla principal, 5 migran a Groenlandia y Canadá pudiendo hacer escala en Islandia, 9 llegaron por casualidad a Surtsey y 6 son especies migratorias. Entre las migratorias una proviene del holártico, otra de América del Norte y el resto de Europa. En total 45 de las especies son marinas y 44 terrestres.
Las primeras especies cuya anidación fue confirmada fueron arao aliblanco y fulmar boreal, que se encontraban cerca la isla durante la erupción y en 1970 ya tenían sus nidos. En 1974 se encontraron nidos de gavión atlántico, un año más tarde de gaviota tridáctila y charrán ártico, en 1981 de gaviota argéntea, en 1985 de gaviota sombría, en 1993 de gaviota hiperbórea, en 1996 de escribano nival, en 2002 de lavandera blanca, ganso común y bisbita común, en 2004 de frailecillo atlántico y en 2009 de chorlito dorado chico. Las poblaciones más grandes, más de 100 individuos, son las de fulmar boreal y gaviota tridáctila, estando las demás en igual proporción, excepto el charrán ártico que no se ha vuelto a encontrar. En la actualidad, las poblaciones han aumentado, manteniéndose las proporciones estables, con la excepción de la gaviota tridáctila cuya población pasó de 4 parejas en 1990 a 130 en 2003. En los dos cráteres se han avistado cuervos, pero no se han encontrado huevos.
Las aves migratorias más comunes son paseriformes como collalba gris, bisbita común, escribano nival, lavandera blanca y el cuervo. Además de dos especies de aves limícolas, vuelvepiedras rojizo y ostrero común euroasiático, y anátidas como el cisne cantor y el ganso. En algunas ocasiones se han avistado aves que se considera que llegaron a la isla por casualidad como la garcilla cangrejera y la oropéndola de Baltimore.
Las especies que se reproducen en la isla se dividen el territorio en función de su estilo de vida. Las especies marinas se encuentran principalmente cerca de la costa, mientras que las terrestres es más probable que aniden en el interior. La meseta de lava del sur de la isla es el lugar de anidación preferido, incluyendo los álcidos que forman una colonia de hasta 500 individuos.
Fauna marina

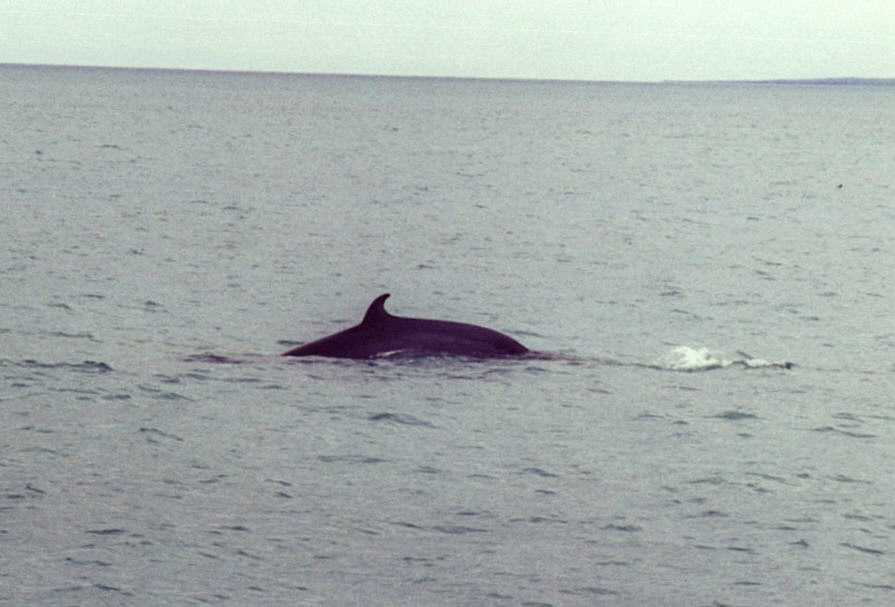
Rorcual albiblanco cerca de la costa de Islandia.

La fauna bentónica se caracteriza por su poca diversidad y su bajo número de individuos, hasta el año 2007 solo había registradas 180 especies. Por el contrario en esta zona la diversidad de algas sí es muy importante. Hay especies de crustáceos como el cirrípedo Semibalanus balanoides y otros animales bentónicos sésiles que viven principalmente en la playa. Asociado a distintas algas se encuentran otros organismos, así a las algas verdes se asocia un copépodo, el Harpacticus arcticus. A las algas pardas se asocian bivalvos como mejillones, esponjas como Grantia compressa y equinodermos como ofiuroideos. A la comunidad más profunda de algas rojas se asocian hidrozoos y briozoos. Por su parte la estrella de mar Asterias rubens se alimenta de mejillones y percebes de las distintas comunidades. A partir de los 25 m de profundidad el fondo marino es de arena y solamente se encuentran corales como Alcyonium digitatum e hidrozoos como Ectopleura larynx que se alimenta de nudibranquios.
Mamíferos marinos
Existe una colonia de focas en la zona norte de la isla, compuesta de dos especies: la foca gris y la foca común. Llegaron a la isla después de 1980, cuando la erosión de la costa hizo posible su asentamiento. La foca gris se reproduce en Surtsey desde 1983, mientras que de la foca común no se ha detectado su reproducción, aunque cada otoño hay presentes entre 30 y 50 focas jóvenes de esta especie. Estas focas sirven como alimento de las orcas, también presentes en la isla al igual que otros cetáceos como rorcual albiblanco, marsopa común, delfín del Atlántico y delfín hocico blanco.

## Reserva natural

### Protección
El surgimiento de una nueva isla volcánica totalmente desprovista de vida ha dado la oportunidad a la comunidad científica de estudiar, en tiempo real, la formación de los ecosistemas. Para preservar el mismo, se convirtió en reserva natural en 1965, cuando aún no había terminado la erupción. Está gestionada por la «Surtsey Research Society», financiada por Islandia. El acceso a la misma está totalmente restringido, salvo para científicos autorizados por el Museo de Historia Natural de Reikiavik, con el fin de preservar el ecosistema de la introducción por el hombre de cualquier especie. Únicamente se permite la observación de la isla sin restricción, debido a que esta no interfiere en la sucesión primaria.
En 2001, el gobierno de Islandia presentó la reserva ante la Unesco para su catalogación como Patrimonio de la Humanidad, declaración que se consiguió durante la celebración de la 32.ª sesión del Comité del Patrimonio Mundial en junio de 2008 en Quebec, Canadá. La protección abarca la isla y una zona de amortiguamiento de 31,9 km² que incluye «Surtla», «Jólnir» y «Syrtlingur». En esta zona están prohibidas las actividades humanas, excepto el estudio del ecosistema y la pesca que no sea de arrastre. Fue incluida con el criterio IX, aunque también se esperaba el VIII, que fue rechazado porque las características geológicas son muy comunes y muy limitadas en el espacio. La protección de Surtsey forma parte de la intención de proteger sitios volcánicos del planeta como Anak Krakatoa, para comprender mejor los fenómenos geológicos y ecológicos que se han producido o están todavía en curso, de los que Surtsey fue el número 81.
Gracias a esta protección, en el territorio de Surtsey no existen plantas o animales cuya presencia se pueda deber a la intervención humana. A pesar de que está protegida frente al desarrollo humano, como el turismo o la construcción, se encuentra amenazada por agentes externos, como la erosión del mar, la explotación de los recursos pesqueros, el clima, la contaminación del aire y del mar, el depósito en las orillas de los residuos flotantes y la amenaza específica de una posible erupción volcánica.

### Colonización

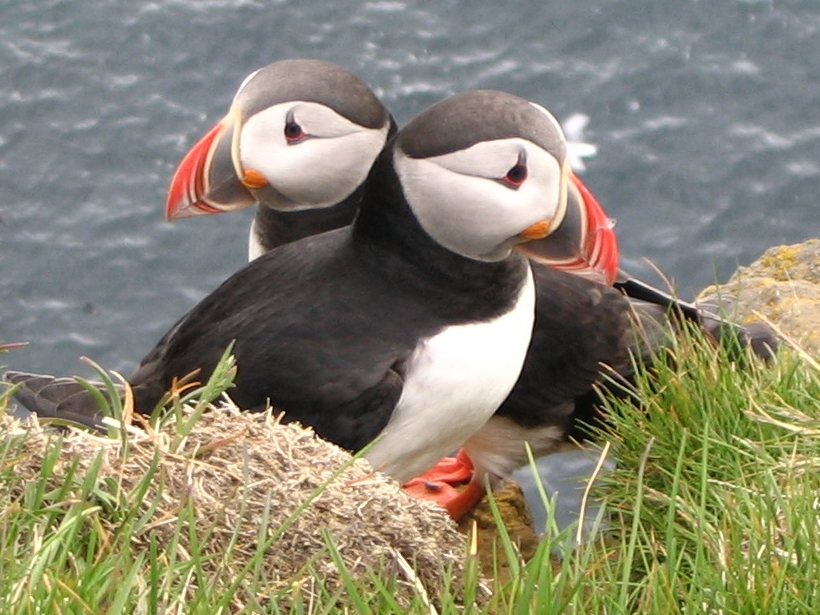
Dos frailecillos atlánticos en un acantilado en Islandia.

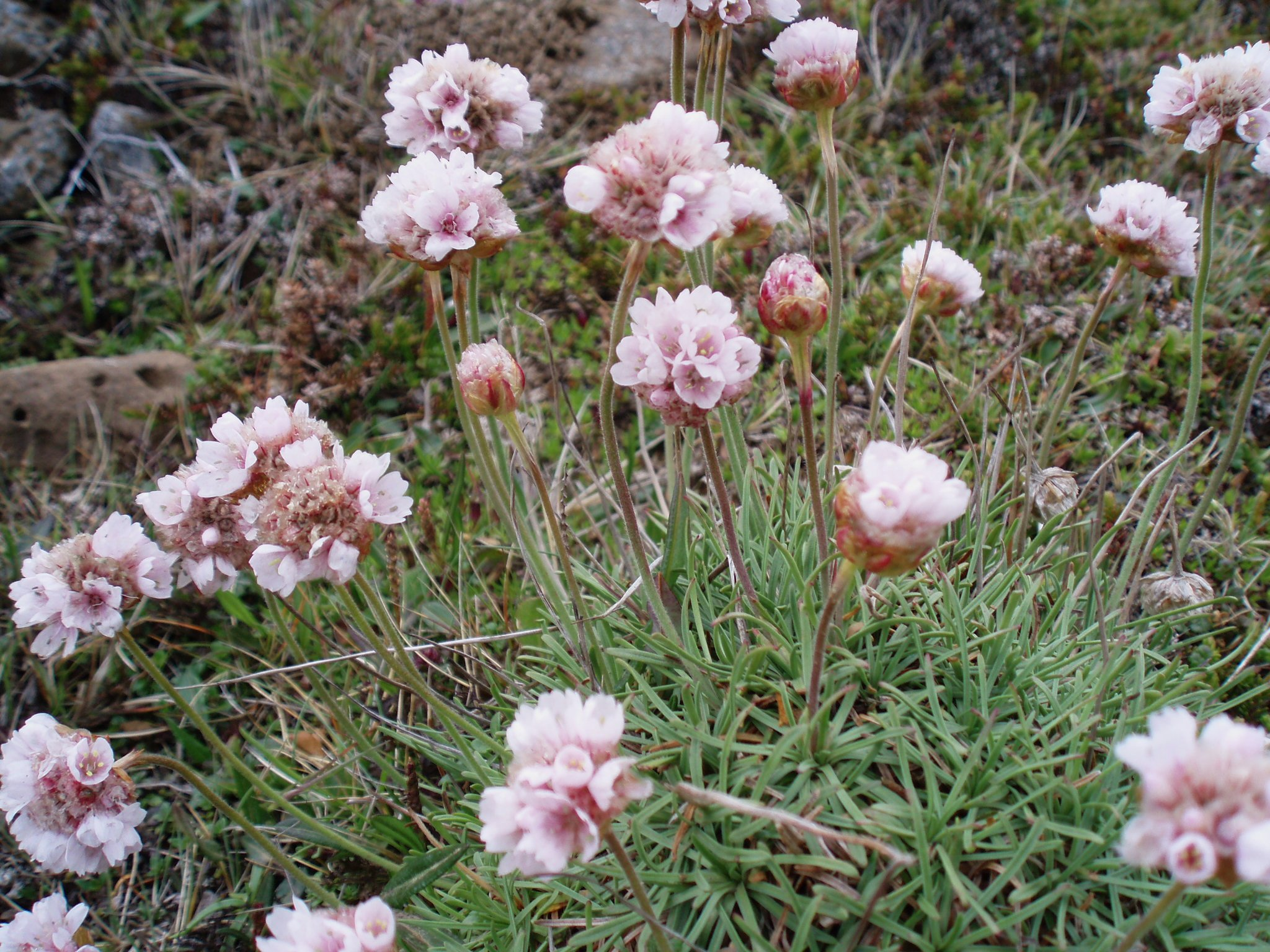
Armeria maritima en Islandia.

Cuando finalizó la erupción volcánica el 5 de junio de 1967, la isla era una masa de tierra en la que la vida estaba totalmente ausente. La comunidad científica aprovechó la oportunidad para estudiar in situ el establecimiento de la vida en una sucesión primaria, así como la llegada de los animales. Además, se estudian las rocas y la transformación del suelo en un lecho de roca compacta.
El estudio de la colonización de la isla comenzó en el momento que fue lo suficientemente grande y segura para el aterrizaje de los helicópteros que transportaban a los científicos. Las primeras formas de vida encontradas, el 1 de diciembre de 1963, fueron gaviotas tridáctilas que buscaban nuevos lugares de anidación. Las visitas que realizaban estas aves fueron el modo en que llegaron los primeros habitantes, los insectos. De estos, los que viven en el suelo, como los colémbolos, permitieron la aireación y fertilización del suelo. Al mismo tiempo llegaron los primeros hongos, líquenes y musgos que junto a los factores meteorológicos formaron el suelo.
Gran número de aves viajan a la isla durante las migraciones o para reproducirse debido a la presencia de gran número de insectos, a ser una tierra virgen, a la ausencia de depredadores y competidores y a la proximidad de un mar con gran cantidad de peces. Estas migraciones llevan aparejada la llegada de muchas especies de invertebrados y plantas que son transportadas en las plumas, patas o tracto digestivo de las aves. Además, la presencia de grandes colonias, principalmente varias especies de gaviotas en la meseta sur, aceleraron la formación del suelo. Este se formó por la acción tanto de las aves como de los invertebrados y de las plantas que fragmentaron el suelo. Por otra parte, los excrementos y los restos de animales y vegetales muertos lo fertilizaron y crearon una cubierta que protege al suelo de la erosión.
La vegetación está compuesta principalmente de plantas vasculares, que se están estudiando para saber cómo llegaron a la isla. La primera especie localizada fue Cakile maritima, encontrada antes que líquenes y musgos y llegó a la isla gracias a las aves. En los primeros años otras 20 especies de plantas vasculares llegaron de la misma forma, estableciéndose en la isla entre dos y cinco especies, desapareciendo el resto. En total había 60 especies de plantas vasculares cuarenta años después de emerger la isla, de ellas sólo 30 continuaban presentes a principios del siglo XXI. La última planta encontrada fue en 1998 un arbusto de 4 m de altura de Salix phylicifolia. En julio de 2007 se encontraron cinco nuevas especies aún desconocidas, eran Achillea millefolium, Alopecurus pratensis, Calamagrostis stricta, Gymnocarpium Dryopteris y Epilobium collinum.
A principios de la década de 1990 se desarrollaron las colonias de gaviotas, produciéndose un aumento en la colonización de las plantas, destacando los líquenes, y los invertebrados, como la lombriz de tierra, que se identificó por primera vez en 1993. En 2004 se avistaron dos parejas de frailecillo atlántico que llegaron a la isla desde Heimaey, donde se encuentra la colonia más grande del mundo con diez millones de individuos, en 2008 se detectó la presencia de aves reproductoras y nidos de esta ave. A principios del siglo XXI ninguna especie de mamífero terrestre, anfibio o reptil estaba presente en la isla.
Multitud de especies marinas se instalaron en las costas de la isla. Las algas verdes, marrones y rojas, dieron cobijo a moluscos, crustáceos, hidrozoos, briozoos y otros. La mayoría de estas especies son sésiles, por lo que sus propágulos debieron llegar arrastrados por las corrientes oceánicas. Por el contrario el lecho marino es más pobre de lo que cabría esperar, debido a la inestabilidad de las laderas submarinas del volcán. También se encuentran cetáceos como las orcas, ya presentes en la región antes de la formación de la isla, que se han instalado atraídas por la presencia de focas grises y comunes, que viven en las playas del norte de la isla.
Formas de llegada de las especies
Surtsey se encuentra aproximadamente a 30 km de la costa sur de Islandia y a unos 15 km del resto de las Vestmannaeyjar, lugar de procedencia de la mayor parte de las especies que habitan la isla. Algunas, principalmente aves migratorias, provienen de Europa y Canadá. En 1974, los científicos descubrieron 663 individuos de invertebrados terrestres, la mayoría ácaros y colémbolos, que flotaban en el mar sobre residuos que llegaban a la isla.
Con toda esta información los científicos identificaron tres principales maneras de llegada de los seres vivos a la isla:
- por sí mismos en animales que vuelan o nadan;
- transportados por el viento o las corrientes oceánicas, incluso sobre residuos flotantes;
- transportados por otros animales.

### Estudio geológico

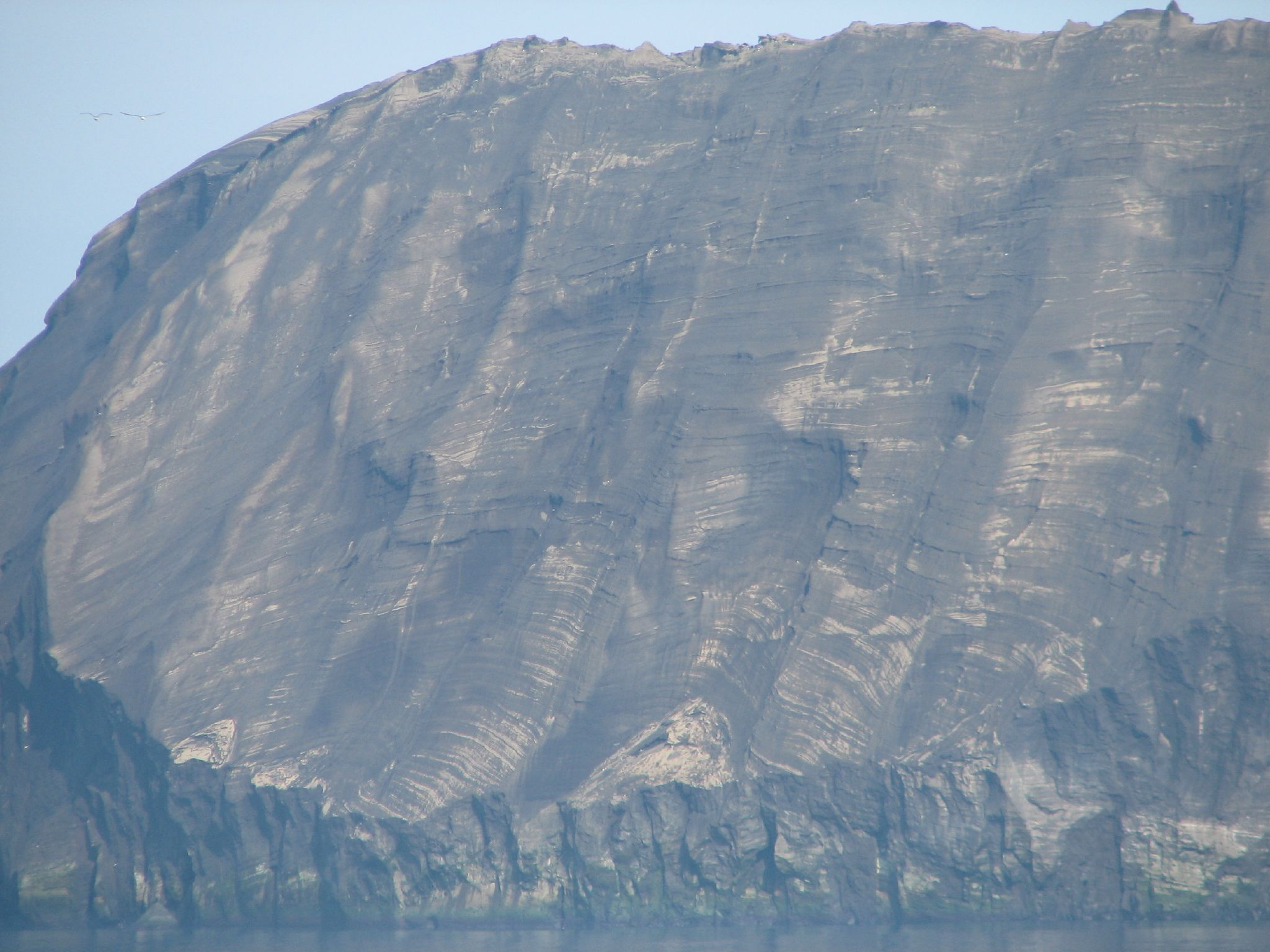
Vista de la cara occidental del cráter de «Surtungur» formando un acantilado en la costa.

Surtsey se convirtió en una oportunidad única para poder observar la formación de un volcán submarino en el fondo del mar, verlo emerger del mismo y apreciar su actividad aérea. Los primeros geólogos llegaron a la isla el 16 de diciembre de 1964 (aunque llevaban tomado fotografías aéreas desde febrero), y realizaron experimentos para estudiar la reacción de la lava en contacto con el agua de mar en 1967, comprobaron que grandes cantidades de agua podían enfriar el flujo de lava por un lado consiguiendo que se desviara por el otro. Gracias a esto se pudo desviar un flujo de lava que amenazaba la bahía de Heimaey en la erupción del Eldfell de 1973.
El estudio de la columna eruptiva de Surtsey permitió dilucidar el modo en que se forman los rayos que se observan en los penachos durante las erupciones hidromagmáticas y subglaciales. La fragmentación de la lava al solidificarse en contacto con agua muy fría provoca su carga negativa y la carga positiva del vapor de agua, el reequilibrio de las cargas eléctricas produce la formación de rayos.
El estudio de la modificación química de la lava emitida durante su erupción ha puesto de manifiesto la existencia de una cámara magmática profunda en la corteza terrestre donde se produjo la diferenciación del magma. El análisis de la composición química de los gases volcánicos se realizó sin la interferencia de los gases atmosféricos, por lo que se determinó la composición química exacta de los gases que escapan del magma. En este caso, existía un 0,6 % de agua, típico de los basaltos alcalinos.
La actividad hidrotermal fue descubierta por casualidad en 1968 y estudiada desde entonces. Se ha comprobado, gracias a unas fotografías aéreas infrarrojas de 1966, que con anterioridad no existía esta actividad. Nuevas fotografías tomadas en 1968 muestran que es más importante en el cráter Surtur que en Surtungur, donde la actividad es de baja temperatura. El estudio se realizó entre diciembre de 1966 y enero de 1976, observándose que la causa era una extrusión de lava. En 1979 decreció la actividad debido a la compactación de las capas de tefra, hasta que en 1995 la temperatura de las aperturas en el suelo era igual a la temperatura ambiente. Esto fue confirmado por los cambios de temperatura de las rocas medidos entre 1980 y 2004 en una perforación realizada en Surtur en 1979. Las rocas se enfriaban 1 °C al año. En 2004 la temperatura a 46 m de profundidad era de 130 °C, mientras que en superficie la temperatura pasó de 100 °C a 20 °C en las fechas del estudio. Está actividad hidrotermal provocó una rápida alteración de tefra por la palagonitización. En la isla se descubrió que está se produce a presiones y temperaturas relativamente bajas.
Las condiciones geológicas y climáticas de Surtsey permitieron estudiar la erosión causada por el clima. Se demostró, en 2004, que la pérdida de materiales, principalmente tefra, debido al viento era de 4 m en el cono de tefra y de hasta 10 m en el centro del cráter «Surtur». La erosión por la lluvia se manifiesta en los fenómenos de solifluxión y flujo de materiales, en particular en las laderas norte de los dos cráteres. Se estudió el efecto erosivo de las olas del mar en los diferentes materiales, quedando demostrada la fragilidad de las coladas de lava, y en el invierno de 1963-1964 las tormentas erosionaron la costa que retrocedió una media de 40 m, formándose acantilados de hasta 140 m. En este estudio se observó como la tefra se erosionó rápidamente al principio, mientras que la lava presentaba una erosión menor, pero más duradera, ya que 40 años después aún era significativa. La erosión en el fondo marino también es importante, desapareciendo bajo el mar las cimas de Surtla, Syrtlingur y Jólnir. Con la actual tasa de erosión y sin que se produzcan nuevas erupciones, la isla se erosionaría completamente a principios del siglo XXII.